# Otto Normalverbraucher
Otto Normalverbraucher (auch Otto Normalbürger oder kurz Otto Normal) ist eine fiktive Person mit den durchschnittlichen Bedürfnissen bzw. Eigenschaften der Gesamtbevölkerung. Der Name beschreibt in der Marktforschung den durchschnittlichen Verbraucher. Er ist einer von mehreren deutschen Platzhalternamen.

## Entstehung und Bedeutung
Populär wurde der Name durch den Spielfilm Berliner Ballade von 1948 – eines der ersten Filmprojekte der Nachkriegszeit. Gert Fröbe spielt darin den nach Berlin heimgekehrten Wehrmachtssoldaten Otto Normalverbraucher. Drehbuchautor Günter Neumann legte ihn als Durchschnittsmann und ehrlichen Typen an, der sich in der zerstörten Reichshauptstadt durch das Leben schlägt. Arbeit findet er in einer Druckerei, die Schilder mit dem Aufdruck „Ware noch nicht eingetroffen“ herstellt.
Der Nachname „Normalverbraucher“ stammt von Lebensmittelmarken, die im Zweiten Weltkrieg und noch mehrere Jahre danach ausgegeben wurden. Marken mit dem Aufdruck „Nur für Normalverbraucher“ gingen an Personen, denen kein besonderer Bedarf zuerkannt wurde – anders als etwa Schwerstarbeitern, Schwangeren oder Kriegsversehrten.
Otto hieß seit der Kaiserzeit im Berlinischen eine Sache, über die in expressiven Anredesätzen Hochachtung ausgedrückt wurde, einen Braten etwa: „Das ist aber ein Otto!“ Der Schauspieler Hans Albers, der um 1930 zum Star wurde, popularisierte die Wendung und trug selbst den Spitznamen „Otto-Otto“. Neumann kannte Albers, als er das Drehbuch für die Berliner Ballade schrieb. In deren Vorlage, seinem Kabarettprogramm Schwarzer Markt von 1947, fehlte die Figur noch.
In seinem Buch Hitlers Volksstaat schrieb der Historiker Götz Aly, der Name „des seither sprichwörtlichen Otto Normalverbrauchers“ entstamme bereits der Kriegszeit um 1942. Die Aussage ist nicht belegt.
Als ähnliche Bezeichnungen kommen in der Gegenwartssprache auch Otto Normalbürger oder Otto Normal vor.

## Ablösung des Typs
Mit der Ausdifferenzierung des Konsumverhaltens in der Bundesrepublik Deutschland in den 1970er Jahren verlor der Typ an Aussagekraft. Eine Studie stellte 1979 neue „Sinus-Milieus“ fest. „Der Regelkonsument ‚Otto Normalverbraucher‘“, schrieb der Markt- und Verbraucherforscher Rüdiger Szallies, „wird abgelöst durch den postmodernen anything-goes-Typ ‚Markus Möglich‘, der für alle Optionen offen ist.“ Zudem war Otto Normalverbraucher ein Mann, während viel neues Umsatzwachstum von Frauen ausging. Auch das unterschiedliche Konsumverhalten west- und ostdeutscher Haushalte ab 1990 konnte sich in einem Otto Normalverbraucher nicht wiederfinden. In Umgangssprache und Medien ist der Begriff bis heute gebräuchlich.